# Grabmal der Poeten

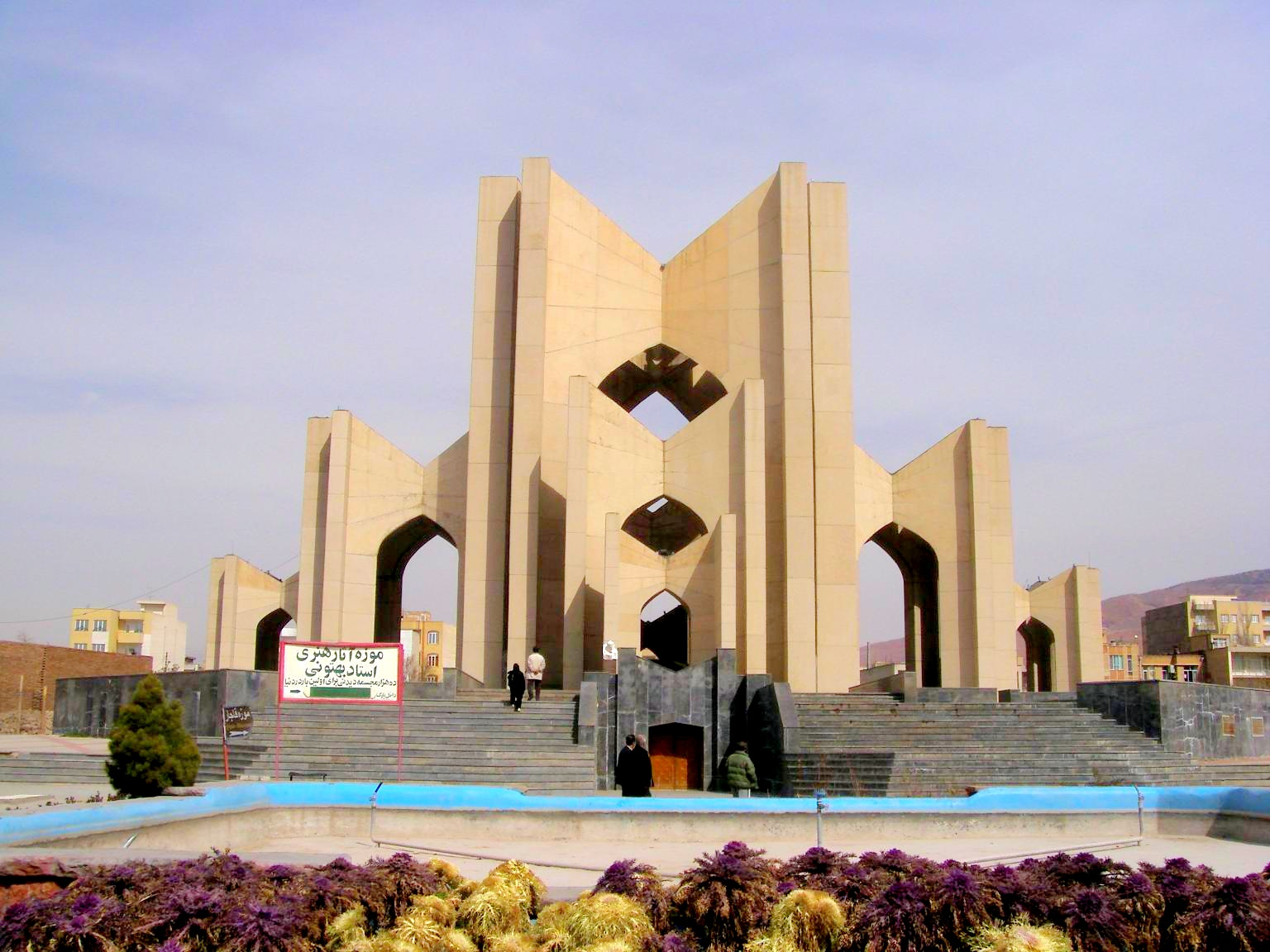
Grabmal der Poeten im Vordergrund

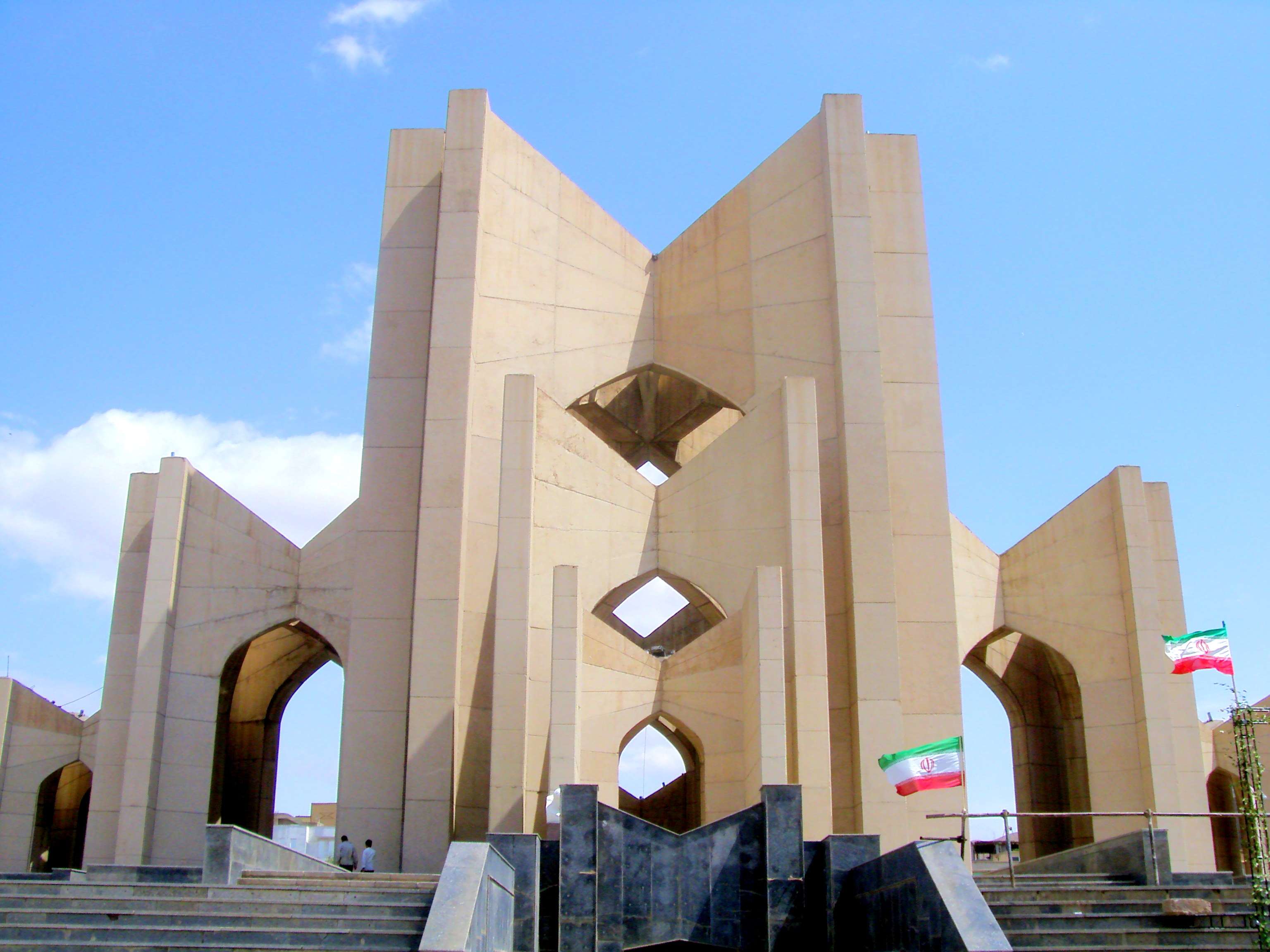
Frontansicht des Mausoleums

Der Grabmal der Poeten (persisch مقبرتشارا Maqbaratoshoara) ist ein Mausoleum in Täbris. Das Gebäude wurde in den 1970er Jahren von Tahmaseb Dolatshahi erbaut. Es ist ein Mausoleum für die Poeten, Dichter, Philosophen und berühmte Personen im Iran.

## Bestattete Persönlichkeiten
- Chaqani († 1190)
- Seyyed Mohammad Hossein Behjat-Tabrizi (1906–1988)